# Piggies
«Piggies» (с англ. — «Свинки») — песня The Beatles из Белого альбома, написанная Джорджем Харрисоном.

## Содержание и композиция
Изначально песня была написана в 1966 году, а два года спустя Харрисон нашёл её черновик в доме своих родителей и решил включить её в альбом. Мать Харрисона придумала для песни строчку «Что им нужно, так это хорошая колотушка» (англ. What they need’s a damn good whacking), а Джон Леннон — строчку «Хватая вилки и ножи, чтобы есть свой бекон» (англ. Clutching forks and knives to eat their bacon). В первой версии (вошедшей затем в Anthology 3) вместо бекона упоминались отбивные (англ. pork chops).
Кроме того, изначально в песне присутствовал куплет про «свинячьи проделки» (англ. piggy pranks), придуманный, чтобы вставить в текст песни фразеологическое сочетание «piggy banks» (рус. копилки). Версия с этим куплетом вошла в альбом Харрисона Live in Japan.
Музыкальный критик Уолтер Эверетт назвал «Piggies» «оруэлловским сравнением свиней с ужасными для окружающих, но внешне благородными тиранами» (англ. Orwellian comparison of pigs to socially horrid though outwardly refined tyrants).
Песня написана в гамме ля минор; куплеты начинаются с чередования гамм ля минор и ми минор.

## Участники записи
Битлз
- Джордж Харрисон — ведущий и гармонический вокал, акустическая гитара, бэк-вокал, вокальное хрюканье
- Джон Леннон — магнитофонные эффекты, вокальное хрюканье, бэк-вокал
- Пол Маккартни — бас-гитара, бэк-вокал
- Ринго Старр — тамбурин, басовый барабан

Сессионные музыканты
- Крис Томас — клавесин
- Генри Дейтинер – скрипка
- Эрик Боуи – скрипка
- Норман Ледерман – скрипка
- Рональд Томас – скрипка
- Джон Андервуд – альт
- Кит Каммингс – альт
- Элдон Фокс – виолончель
- Реджинальд Килби – виолончель
- Джордж Мартин — аранжировка струнных [4].

## Мнения критиков
Чарльз Мэнсон считал, что в «Piggies» описываются апокалиптические расистские войны: так, например, упоминавшиеся в песне «вилки и ножи» символизируют орудия убийства. Иэн Макдональд в книге «Революция в голове» назвал песню «ударом дубинкой сатиры по обществу», оценил её как «ужасную», «кошмарное пятно на дискографии Харрисона». Доминик Педлер отнёсся к композиции более благосклонно, отметив в своём отзыве удачную передачу настроения авторов через мелодию. По мнению Эверетта, «Piggies» следует считать хорошим экземпляром музыки в жанре барокко-поп.